# 狭萼中型树萝卜
狭萼中型树萝卜（学名：Agapetes interdicta var. stenoloba）为杜鹃花科树萝卜属下的一个变种。

## 扩展阅读
- 維基物種上的相關：狭萼中型树萝卜